# Óstia

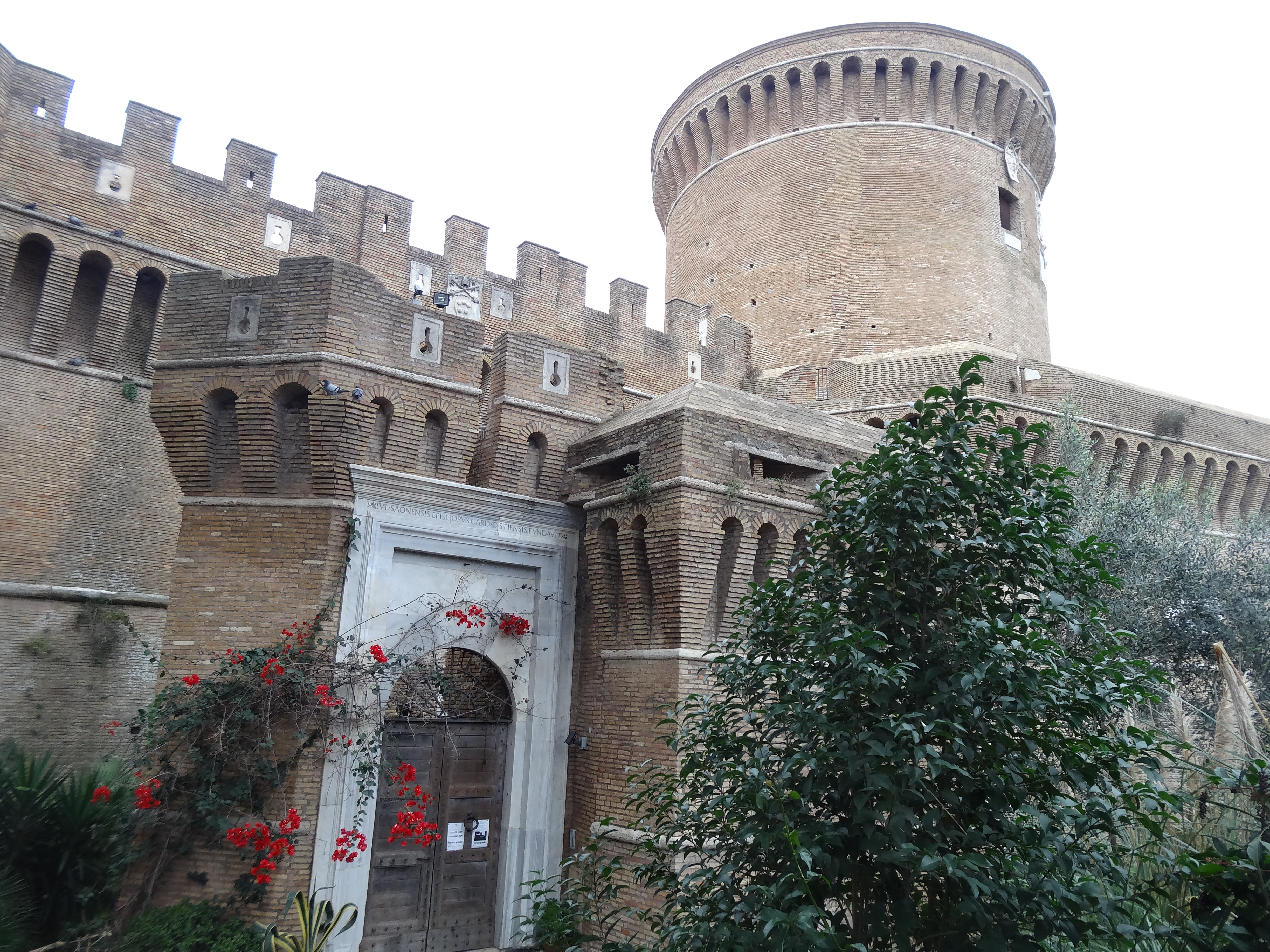
O castelo de Ostia

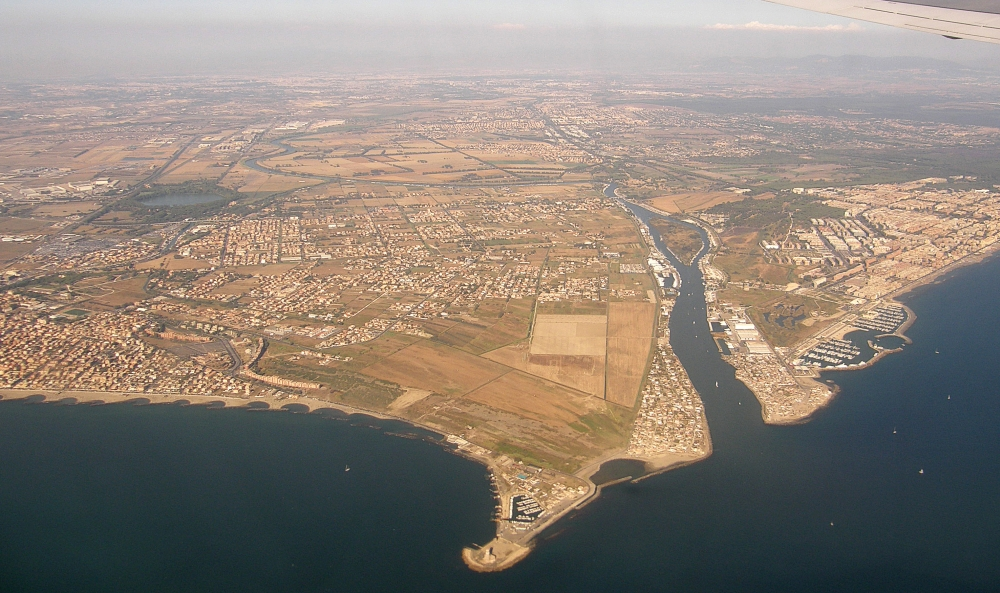
Embocadura do Tibre na extrema esquerda: o porto hexagonal de Trajano e o local da antiga Ostia. Entre os dois: Isola Sacra.

Óstia Antiga (em latim: Ostia Antica) é um grande sítio arqueológico, perto da cidade moderna de Ostia, que é o local da cidade portuária da Roma Antiga, a 25 km a sudoeste de Roma. "Ostia" (plur. De "ostium") é uma derivação de "os", a palavra latina para "boca". Na foz do rio Tibre, Ostia era o porto marítimo de Roma, mas devido ao assoreamento, o local fica agora a 3 quilômetros do mar. O local é conhecido pela excelente preservação de seus edifícios antigos, afrescos magníficos e impressionantes mosaicos.